# Caterina Cereghetti

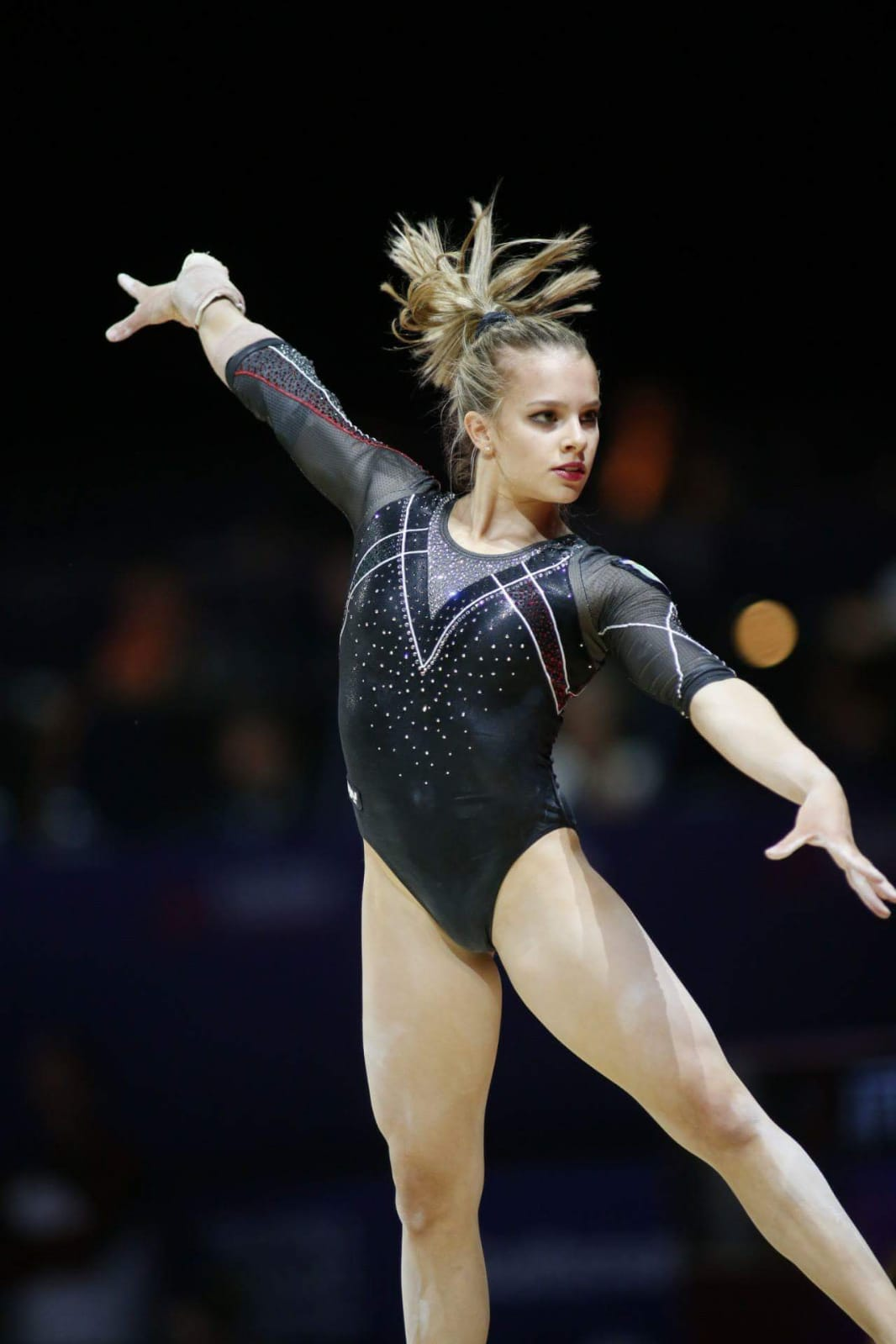
Caterina Cereghetti durante i Campionati Europei 2018 a Glasgow

Caterina Teresa Anna Maria Cereghetti (Bellinzona, 31 agosto 2001) è una ginnasta svizzera naturalizzata italiana e vincitrice della medaglia d'oro con la squadra ai Giochi del Mediterraneo di Tarragona 2018.

## Biografia
Nata in Svizzera, iniziò a praticare ginnastica sotto la guida di Monia Marazzi, di origini italiane. Quando l'allenatrice tornò in Italia per aprire il Centro Sport Bollate, Caterina e le sue compagne di allenamento Giada ed Emma Grisetti decisero di seguirla, trasferendosi a loro volta.

## Carriera
Inizia la sua carriera sportiva in svizzera nel 2014, ottenendo già ottimi risultati a livello nazionale. Nel 2015 avviene invece il passaggio alla nazionale italiana e viene tesserata a livello societario per il Centro Sport Bollate.

### 2015: Flanders, Mortara, Ipswich, EYOF
La sua prima competizione con la nazionale italiana furono le Flanders International in Belgio, dove l'Italia partecipò con una squadra mista formata da atleti junior provenienti dalla nazionale italiana e atleti senior della nazionale brasiliana, ottenendo la medaglia di bronzo; Cereghetti ottenne la sedicesima posizione, rivelandosi la migliore delle italiane.
Venne poi scelta per un collegiale insieme a Martina Maggio, Francesca Noemi Linari e Desiree Carofiglio in preparazione per gli EYOF, riuscendo poi ad ottenere un posto per quella competizione. Partecipa poi ad un incontro internazionale a Mortara insieme a Nicole Simionato, Martina Maggio, Francesca Noemi Linari, e Desiree Carofiglio, la squadra italiana vince la medaglia d'argento dietro la Francia.
Partecipa poi ad un incontro internazionale a Ipswich in Gran Bretagna con Nicole Simionato, Martina Maggio, Sara Berardinelli, Francesca Noemi Linari e Desiree Carofiglio. L'Italia vince la medaglia di bronzo dietro a Germania e Gran Bretagna.
Agli EYOF L'Italia (Caterina Cereghetti, Martina Maggio e Francesca Noemi Linari), si ferma in quinta posizione e Caterina ottiene l'undicesima posizione nella finale all-around.

### 2016: Serie A2, Carpiano, Assoluti
Nel 2016 prese parte a tutte e quattro le tappe della serie A2, vestendo il body del Centro Sport Bollate, insieme a Emma e Giada Grisetti, Deborah Salmina. La sua società si classificò al primo posto nella prima, seconda e quarta tappa, mentre arrivò seconda nella terza tappa, ottenendo così la promozione in A1.
Viene poi convocata per un incontro internazionale a Carpiano, venendo inserita nella squadra B che oltre a lei comprende Benedetta Ciammarughi, Sidney Saturnino, Elisa Iorio, Asia D'Amato e Giorgia Villa; la squadra vince l'argento di squadra e si classifica decima nell'all-around.
Viene successivamente convocata per gli assoluti di Torino, dove compete solamente nella specialità della trave; in qualificazione ottiene un punteggio di 13.250, accedendo così alla finale. A causa di un errore, finisce la competizione classificandosi in sesta posizione, con un punteggio di 12.800.

### 2017: Serie A1, Trofeo Città di Jesolo, Campionati gold, Flanders International e assoluti
Nel 2017 partecipa a tutte e quattro le tappe di Serie A1; nella prima, seconda e quarta tappa la squadra arriva ai piedi del podio, mentre nella terza tappa conclude in decima posizione.
Successivamente partecipa al Trofeo Città di Jesolo con la squadra mista che comprende l'italiana Sara Berardinelli e le belghe Senna Deriks e Nina Derwael; la squadra si piazza in settima posizione.
A maggio prende parte ai campionati italiani Gold; si classifica quinta nell'all-around, nella categoria senior 1, sesta al volteggio e alle parallele, mentre vince l'oro alla trave con un punteggio di 13.150, pari merito con Martina Maggio.
Partecipa alle Flanders International con la squadra senior insieme a Giada Grisetti, Elisa Meneghini, Francesca Noemi Linari e Desiree Carofiglio; Caterina si classifica undicesima all-around e vince l'oro di squadra.
Partecipa quindi agli assoluti dove è tredicesima nell'all-around, senza riuscire a qualificarsi per alcuna finale di specialità.

### 2018: Serie A1, Trofeo Città di Jesolo, Giochi del Mediterraneo, Assoulti, Europei di Glasgow, incontro di Russelsheim, Mondiali
Prende parte a tutte e tre le tappe di Serie A1, riuscendo a far salire la sua squadra sul secondo gradino del podio nella prima e nella seconda tappa, mentre nella classifica generale del campionato si classifica in terza posizione dietro la Brixia di Brescia e la GAL Lissone.
Partecipa al Trofeo Città di Jesolo dove non svolge un buon all-around a causa di diversi errori al corpo libero.
Viene poi selezionata per partecipare ai Giochi del Mediterraneo di Tarragona; inizialmente risulta tra le riserve, ma a causa di un problema al ginocchio della titolare Desiree Carofiglio, Caterina prende il suo posto. La squadra italiana ai Giochi del Mediterraneo vince l'oro; Caterina compete nelle specialità volteggio e parallele, svolgendo dei buoni esercizi.
Viene convocata per i campionati italiani assoluti di Riccione, dove arriva in nona nel concorso generale individuale, senza però qualificarsi per alcuna finale di specialità.
Viene convocata insieme a Giada Grisetti, Francesca Noemi Linari, Sofia Busato e Martina Basile, per gli europei di Glasgow. La squadra italiana arriva in nona posizione, ad un passo dalla finale, ma nella giornata successiva viene comunicato che il Belgio non avrebbe preso parte alla finale a squadre, permettendo quindi all'Italia di accedere alla finale. La Cereghetti compete sia in qualificazione che nella finale a squadre a volteggio, parallele e corpo libero.
Viene poi convocata per un incontro amichevole a Russelsheim in Germania con Irene Lanza, Sara Ricciardi, Lara Mori, Martina Rizzelli e Martina Basile. (stessa squadra dei mondiali), la squadra italiana vince l'argento.
Convocata poi peri suoi primi campionati del mondo di Doha, si infortuna in allenamento poco prima della competizione, verrà selezionata così come riserva e riportata prima in Italia per subire un intervento chirurgico al braccio.

### 2019: Serie A
Rientra in gara nella terza tappa di Serie A, sempre con il centro Sport Bollate, dove gareggia solo alla trave e ottiene un punteggio 11.450.
Annuncia poi di essersi trasferita a Milano ad allenarsi all'accademia Internazionale di Milano sotto la supervisione dei tecnici Paolo Bucci e Tiziana Di Pilato.

### 2020: Serie B
Si tessera alla Ginnastica Riccione e partecipa poi alla Serie B entrando in gara nella seconda tappa ad Ancona, dove aiuta la sua squadra a vincere la medaglia d'oro davanti alla Ginnastica Romana, e alla Ionica Gym. Partecipa insieme a Sara Belussi, Aurora Simionini, Sofia Solari, Elisa Palazzini e Giada Marchionna. A volteggio ottiene 13,400, a parallele 11,800 alla trave 12,800, al corpo libero 11,900.
E' costretta a fermare ai suoi allenamenti a causa della pandemia del Coronavirus e la conseguente chiusura di tutte le palestre, viene poi riammessa il 4 maggio per continuare gli allenamenti insieme alle altre ginnaste agoniste.
Riprende gli allenamenti appena possibile e partecipa alla terza e ultima tappa a Napoli della Serie B aiutando nuovamente la squadra della Ginnastica Riccione a vincere la Medaglia d'oro e permettendo quindi la meritata promozione nella serie A2, tra i vari risultati delle sue colleghe di squadra Sara Bellussi, Aurora Simonini, Sofia Solari, Sara Camba, Adriana Poesio, lei conquista il primo posto al volteggio con 13.600 e alle parallele con 12,900, il terzo posto alla trave con il punteggio di 12,450 , e 12,450 al corpo libero.

### 2022
Dopo gli assoluti di Napoli svolti fra il 12 e il 16 ottobre, in cui termina la gara all-around in sesta posizione, viene convocata come riserva per i Mondiali di Liverpool. Il 25 ottobre tuttavia viene sostituita da Elisa Iorio per scelte tecniche.

### 2023
Nel marzo del 2023 torna a far parte della squadra Svizzera e ottiene un posto per i campionati europei di Antalya, insieme a Lena Bickel, Martina Eisenegger, Lilli Habisreutinger e Anny Wu. Sebbene la squadra non riesca a qualificarsi per i Campionati mondiali del 2023, Cereghetti ottiene un posto individuale grazie a un punteggio di 48.165.